# Карташу
Карта́шу (порт. Cartaxo; МФА: [kaɾ.ˈta.ʃu]) — муніципалітет і місто в Португалії, в окрузі Сантарен. Розташований у західній частині країни, на теренах історичної португальської провінції Ештремадура. Належить до Сантаренської діоцезії Католицької церкви в Португалії. Права міського самоврядування має з 1815 року. Поділяється на 6 парафій. За адміністративним поділом, чинним до 1976 року, був складовою провінції Рібатежу. Площа муніципалітету — 158,17 км², населення муніципалітету — 24462 ос. (2011); густота населення — 154,66 осіб/км²
. Патрон — Діва Марія. Святковий день муніципалітету — 1-й четвер після Вознесіння. Поштовий індекс — 2070.  Код місцевої адміністративної одиниці — 1406. Складова статистичного регіону Алентежу.

## Географія
Карташу розташоване на заході Португалії, на заході округу Сантарен.
Карташу межує на півночі з муніципалітетом Сантарен, на сході — з муніципалітетом Алмейрін, на південному сході — з муніципалітетом Салватерра-де-Магуш, на заході — з муніципалітетом Азамбужа.

## Населення
| Кількість мешканців | Кількість мешканців | Кількість мешканців | Кількість мешканців | Кількість мешканців | Кількість мешканців | Кількість мешканців | Кількість мешканців | Кількість мешканців | Кількість мешканців | Кількість мешканців | Кількість мешканців | Кількість мешканців | Кількість мешканців | Кількість мешканців | Кількість мешканців |
| ------------------- | ------------------- | ------------------- | ------------------- | ------------------- | ------------------- | ------------------- | ------------------- | ------------------- | ------------------- | ------------------- | ------------------- | ------------------- | ------------------- | ------------------- | ------------------- |
| 1864                | 1878                | 1890                | 1900                | 1911                | 1920                | 1930                | 1940                | 1950                | 1960                | 1970                | 1981                | 1991                | 2001                | 2011                |                     |
| 10 004              | 11 107              | 13 158              | 14 373              | 15 829              | 16 627              | 18 270              | 18 432              | 19 448              | 19 939              | 18 860              | 22 581              | 22 268              | 23 389              | 24 462              |                     |